# Distrito de Yuyapichis
El Distrito de Yuyapichis es uno de los cinco distritos en que se subdivide la provincia de Puerto Inca, situada en el Departamento de Huánuco, bajo la administración del Gobierno Regional de Huánuco, Perú. 
Desde el punto de vista jerárquico de la Iglesia católica forma parte de la diócesis de Huánuco, sufragánea de la arquidiócesis de Huancayo.

## Historia
Fue creado por Ley N.º 23994 del 19 de noviembre de 1984, en el segundo gobierno del Presidente Fernando Belaúnde Terry.

## Geografía
Tiene una superficie de  1 673  km².

## Capital
La capital es la ciudad de llullapichis.

## Autoridades

### Ministerio del Interior
- Subprefectura: Sra. Liz Tello Pizango.

### Municipales
2014 - 2018 Elena Panduro Casique 
- 2011 - 2014[2]
  - Alcalde: Lincoln Emiliano Villaneda Jacha, del Movimiento Político Hechos y No Palabras (HyNP).
  - Regidores: Elena Panduro Casique (HyNP), Javier Ampichi Rivera (HyNP), Francisco Satalaya Taminchi (HyNP), Edinson Carlos Melgarejo Díaz (HyNP), Julia Elvira Chinchuya Guevara (Luchemos Por Huánuco).[3]
- 2007 - 2010
  - Alcalde: Esteban Gibson Bedón Almendrades.

### Policiales
- Comisario    :  PNP.

20MAR2021  - ALFZ. PNP CUPE HUAYHUAMEZA JEAN PAUL RAUL

### Religiosas
- Diócesis de Huánuco[4]
  - Obispo: Mons. Jaime Rodríguez Salazar, MCCJ.
- Parroquia
  - Párroco: Pbro.  .

## Festividades
- Fiesta de San Juan.
- Aniversario de creación Política (19 de noviembre).